# Данаил Йорданов (политик)
Данаил Славчев Йорданов е български политик от ГЕРБ, общински съветник (2009 – 2019) и кмет на Суворово (от 2019 г.).

## Биография
Данаил Йорданов е роден на 3 септември 1975 г. в град Варна, Народна република България. Средното си образование завършва в Спортно училище „Васил Левски“, след което завършва висше със специалност „Социални дейности“ в Шуменския университет „Епископ Константин Преславски“.

### Политическа дейност
В периода от 2009 до 2019 г. е общински съветник от ГЕРБ, председател на Общински съвет – Суворово.
На местните избори през 2019 г. е кандидат за кмет на община Суворово, издигнат от ГЕРБ. Избран е на първи тур с 2456 гласа (или 63,83%).